# Jive Records
Jive Records — американская звукозаписывающая компания, расположенная в Нью-Йорке. Принадлежит Sony Music Entertainment, которая управляет активом через Zomba Label Group.
Jive records в основном известен успехом своих хип-хоп артистов в 1980-х и бой-бэндов в конце 1990-х. Лейбл сохранял независимость до 2002 года, когда Bertelsmann Music Group приобрёл его за 2.74 миллиарда долларов.

## Происхождение названия
Слово «jive» было инспирировано Township Jive — формой музыки и танца Южной Африки.

## История

### Появление
Zomba, родительская компания Jive, была создана как издательское и управляющее предприятие в Лондоне. Её первым клиентом стал Роберт Джон «Матт» Ланг. Первоначально основатели Ральф Саймон и Клайв Кальдер хотели быть в стороне от рекорд лейблов, сфокусировавшись на авторах песен и продюсерах, работавших на другие лейблы. Позже, в 70-х Zomba открыла представительства в США, где Кальдер начал деловые отношения с Клайвом Дэвисом, чей лейбл Arista Records начал дистрибуцию материала, созданного артистами Zomba.

### R&B и Хип-хоп в 1980-х
Когда Кальдер и Саймон основали Jive Records в1977 году, Дэвис имел проблему с размещением рок-исполнителей в Северной Америке. Так для Jive и Матта Ланга была определена задача. Первыми артистами лейбла стали Tight Fit, A Flock of Seagulls, Билли Оушен и Саманта Фокс. Однако у Кальдера имелись иные планы о судьбе лейбла. Он нашёл Барри Вейса, который был знаком с местной хип-хоп сценой, и вместе с ним он начал формировать группу Whodini. В 1987 году Jive завершила дистрибуцию через Arista, освободившись от власти Дэвиса, известного своей нелюбовью к хип-хопу. К концу 1980-х Jive Records подписал хип-хоп артистов Too $hort и Schoolly D. К концу 1990-х лейбл стал основополагающим в этом жанре, во многом благодаря успехам Kool Moe Dee,Whodini, DJ Jazzy Jeff & The Fresh Prince, E-40, A Tribe Called Quest, KRS-One/Boogie Down Productions, и R&B исполнителям — R. Kelly и Aaliyah.

### Поп направление в 1990-х
К концу 1990-х, несмотря на свою успешную репутацию в хип-хоп среде, Jive подписал нескольких поп-артистов: Backstreet Boys, *NSYNC, и Бритни Спирс, которые получили массовую известность в 2000-х, став тремя самыми хорошо продаваемыми артистами за всю историю лейбла. В 1991 году Барри Вейс стал CEO и президентом Jive Records. Он покинет свой пост в апреле 2011 года для перехода на службу в Universal Music Group.

### Закрытие
Летом 2011 года RCA Music Group объявила о реструктуризации J records, Jive и Arista 7 октября. Все релизы лейблов будет распространять RCA Records.

## Артисты
Самые известные артисты Jive Records — поп-исполнительница Бритни Спирс, певицы Ализе и Сайлина Джонсон, певцы Джастин Тимберлейк, Крис Браун, R. Kelly, группы Backstreet Boys, 'N Sync, Three Days Grace, (hed) P.E.